# Moritoen
Moritoen was een West-Vlaamse instelling voor volwasseneneducatie. De in Brugge gevestigde vereniging bood van 1968 tot 2013 programma's aan op het gebied van artistieke vorming, literaire verkenning, filosofie, persoonsvorming en gezondheid. 

## Geschiedenis
De vereniging zonder winstoogmerk ontstond in 1968 uit de oud-leerlingenbond van de Broeders Xaverianen, op initiatief van Jacques Blomme en Robert Braet. De naam Moritoen werd gekozen in een periode waarin, door de publicaties over het Gruuthusehandschrift, de naam van de middeleeuwse Brugse dichter Jan Moritoen in de belangstelling was gekomen. De doelstelling was het organiseren van kwalitatief hoogstaande programma's op het gebied van artistieke vorming, literaire verkenning, filosofie, persoonsvorming en gezondheid. De eerste jaren werden alle programma's georganiseerd en geleid door de stichter Jacques Blomme, bijgestaan door zijn echtgenote Ria Blomme. Vanaf 1974 werd een voltijdse medewerker aangetrokken, Luc Kempynck (1937-1999), met als medewerkers onder meer de filosoof Johannes Kesenne en de expert verlies- en traumaverwerking Johan Maes. Toen Kempynck ontslag nam in 1993, werden drie voltijdse medewerkers aangesteld, met name Guido De Meulenaere, Jan Timmerman en Rie Van Duren.
Moritoen zorgde voor de organisatie en de begeleiding van honderden sociaal-culturele programma's, geleid door deskundige begeleiders. De activiteiten gingen door in Brugge en geleidelijk ook in Oostende, Knokke-Heist, De Haan, Oostkamp, Blankenberge, Torhout en Roeselare. De vereniging organiseerde haar bijeenkomsten onder meer in het Rijkenheem van de Xaverianen, in verschillende vergaderplekken en weldra in een eigen huis in de Eekhoutstraat. Ze kreeg in 1998 de steun van de stad Brugge, door het ter beschikking stellen van een huis (Lange Vesting 112 in Sint-Andries) waar de meeste bijeenkomsten konden plaatsvinden, en, onder vorm van subsidies, vanwege het Ministerie voor Cultuur en de Provincie West-Vlaanderen.
Onder het ministerschap van Bert Anciaux werd beslist dat in ieder arrondissement een gelijkaardige vormingsinstelling moest komen en een officieel, financieel ondersteund statuut zou krijgen. Moritoen achtte zich, als vrije instelling, niet in de mogelijkheid om zich in het officiële kader in te passen en bleef vanaf 2004 ongesubsidieerd en onafhankelijk verder werken. In de loop der jaren was een financiële reserve aangelegd, die toeliet met freelance medewerkers nog een aantal jaren verder te werken.
In 2013 werden de activiteiten gestaakt en in 2017 werd de vereniging ontbonden. Een saldo van 5.000 euro werd verdeeld tussen de vzw's Integraal (Brugge) en Oranje (Sijsele), die eveneens vormingsprogramma's organiseren.